# 36445 Смоллі
36445 Смоллі (36445 Smalley) — астероїд головного поясу, відкритий 23 серпня 2000 року.
Тіссеранів параметр щодо Юпітера — 3,533.